# Renvoi relatif à la sécession du Québec
Décision
Le Québec ne dispose pas d'un droit de sécession unilatérale en vertu de la Constitution du Canada. Cependant, une majorité claire votant sur une question claire sur la sécession du Québec entraînerait une obligation constitutionnelle de négocier des autres acteurs de la fédération canadienne. De plus, selon le droit international, le Québec n'a pas de droit unilatéral à la sécession.
Jugement complet
texte intégral sur csc.lexum.org
Le renvoi relatif à la sécession du Québec est un renvoi rendu en 1998 par la Cour suprême du Canada se prononçant sur la légalité des démarches de sécession du Québec. La Cour devait décider si le Québec possède un droit unilatéral de se séparer du Canada à la suite d'un référendum. La Cour juge que si, à la suite d'une question claire, les Québécois indiquent, par une majorité claire, leur intention de se séparer du Canada, cela engendre envers les autres provinces et le gouvernement fédéral, l'obligation de négocier de bonne foi la séparation du Québec. La Cour juge aussi que le droit international n'implique pas pour le Québec un droit de faire sécession.

## Contexte

### La marche vers la souveraineté
La victoire du Parti québécois à l’élection provinciale de 1994 met en branle au Québec un large processus visant à accéder à la souveraineté. Le 6 décembre 1994, le nouveau gouvernement péquiste dépose l’Avant-projet de loi sur la souveraineté du Québec. Entre janvier et mars 1995, des commissions régionales auxquelles la population est invitée à se prononcer sur le projet de souveraineté sont menées, consultations auxquelles participeront le Bloc québécois, le Parti québécois et l’Action démocratique du Québec. Le rapport de la Commission nationale sur l'avenir du Québec sera publié le 19 avril 1995.
Déjà, l'avant-projet de loi péquiste provoque des réactions chez certains Québécois d'allégeance fédéraliste. Le « Comité spécial sur l'unité canadienne » contacte le premier ministre Jean Chrétien en l'invitant à faire vérifier la légalité des démarches souverainistes devant la Cour suprême du Canada. La requête est toutefois refusée.
À partir de juin 1995, le gouvernement péquiste modifie sa stratégie référendaire en insistant davantage sur la volonté d'un éventuel Québec souverain d'établir un partenariat économique avec le Canada. L’entente tripartite du 12 juin 1995, approuvée par le Bloc québécois, le Parti québécois et l'Action démocratique du Québec, prévoit « de proposer aux Québécois par voie d’un référendum la souveraineté du Québec associée à un partenariat politique et économique avec le reste du Canada. » Le Projet de loi nº 1 sur l'avenir du Québec, déposé le 7 septembre 1995, tient compte de cette volonté de partenariat en plus de définir les modalités d'accession à la souveraineté des suites d'un référendum gagnant.
C'est au cours de cet intervalle que survient la première contestation judiciaire des démarches de sécession du Québec. En effet, Guy Bertrand s'adresse à la Cour supérieure et la questionne sur la légalité du Québec à faire sécession unilatérament. Ce dernier allègue notamment « que la conduite du gouvernement du Québec, de même que ses faits et gestes en regard de l'avant-projet de loi sur la souveraineté et de l'entente du 12 juin 1995, constituent un véritable coup d'État parlementaire et constitutionnel, une fraude à la Constitution canadienne et un détournement de pouvoirs qui auront pour conséquence de violer et de nier les droits et libertés [...] de tous les contribuables québécois ». Accueillant pour une part importante les motifs de Me Bertrand, la cour refuse néanmoins d'émettre les injonctions demandées, jugeant ces procédures inapplicables ou ayant pour effet de causer un tort plus grand que celui qu'elles viseraient à prévenir. La cour opte plutôt pour un jugement déclaratoire, énonçant que « le projet de loi no 1, [...] visant à accorder à l'Assemblée nationale du Québec le pouvoir de proclamer que le Québec devient un pays souverain sans avoir à suivre la procédure de modification prévue à la partie V de la Loi constitutionnelle de 1982, constitue une menace grave aux droits et libertés du demandeur garantis par la Charte canadienne des droits et libertés ».
Cette première démarche est suivie le 23 octobre 1995 d'une requête de Roopnarine Singh, représenté par le professeur Stephen Scott de l’Université McGill. Ce dernier allègue que puisque le gouvernement du Québec ne s'est pas plié aux prescriptions du jugement rendu dans l'Affaire Bertrand, la cour devrait désormais employer des mesures d'injonction. Cependant, la cour ne se prononce pas sur la question, la requête étant jugée trop tardive.
Le référendum sur la souveraineté du Québec a lieu le 30 octobre 1995 et se solde par la défaite de l'option du OUI, qui remporte 49,4 % des voix contre 50,6 % pour le NON en réponse à la question : « Acceptez-vous que le Québec devienne souverain, après avoir offert formellement au Canada un nouveau partenariat économique et politique, dans le cadre du projet de loi sur l’avenir du Québec et de l’entente du 12 juin ? »

### L'après-référendum
L'après-référendum est qualifié par plusieurs auteurs comme le début du « Plan B d'Ottawa », orchestré par le gouvernement fédéral et visant à garantir la stabilité politique du Canada (par opposition au « Plan A » où on cherchait à favoriser la réconciliation nationale avec les souverainistes). Dans le cadre de cette « offensive » contre les souverainistes québécois au nom de l'unité canadienne, la dimension juridique, par laquelle on cherche à encadrer légalement la capacité du Québec de faire sécession, occupe une place prépondérante.
Bien que la défaite souverainiste de 1995 ait relégué le Projet de loi sur l'avenir du Québec aux oubliettes et éloigné la menace sécessionniste, la légalité des démarches québécoises demeure toujours contestée. En 1996, Guy Bertrand se présente à nouveau devant les tribunaux en leur demandant de se prononcer sur la validité constitutionnelle d'une éventuelle déclaration unilatérale d'indépendance par le Québec. Comme précédemment, le gouvernement québécois juge irrecevable la demande, considérant qu'elle relève d'une démarche démocratique et du droit international. 
Le gouvernement fédéral, toutefois, ne l'entend pas ainsi. Allan Rock, Procureur général du Canada, s'interpose pour la première fois dans le débat et se joint au recours initié par Me Bertrand. 
Sans que l'affaire soit jugée sur le fond, les arguments d'irrecevabilité évoqués par le gouvernement du Québec sont écartés par la Cour supérieure. Le 30 août 1996, la requête est jugée recevable et énonce des questions auxquelles les instances judiciaires devront ultérieurement répondre. Ce jugement a deux répercussions : « premièrement, le Procureur général du Québec refuse dorénavant de prendre part aux auditions sur le fond de la requête Bertrand; deuxièmement le débat est propulsé en Cour suprême, où les questions formulées par Allan Rock, Procureur général du Canada, sont identiques à celles soulevées par la Cour supérieure du Québec. »
En vertu du pouvoir du gouvernement fédéral de soumettre au jugement de la Cour suprême certaines questions importantes de droit ou de fait, les questions suivantes lui sont présentées :
« 1. L'Assemblée nationale, la législature ou le gouvernement du Québec peut-il, en vertu de la Constitution du Canada, procéder unilatéralement à la sécession du Québec du Canada?

2. L'Assemblée nationale, la législature, ou le gouvernement du Québec possède-t-il, en vertu du droit international, le droit de procéder unilatéralement à la sécession du Québec du Canada? À cet égard, en vertu du droit international, existe-t-il un droit à l'autodétermination qui procurerait à l'Assemblée nationale, la législature, ou le gouvernement du Québec le droit de procéder unilatéralement à la sécession du Québec du Canada?

3. Lequel du droit interne ou du droit international aurait préséance au Canada dans l'éventualité d'un conflit entre eux quant au droit de l'Assemblée nationale, de la législature ou du gouvernement du Québec de procéder unilatéralement à la sécession du Québec du Canada ? »
Le gouvernement du Québec refusant de participer aux auditions, la cour nomme André Joli-Coeur à titre d’amicus curiae.
Le jugement est rendu le 20 août 1998.

## Opinion de la Cour Suprême du Canada
Avant de se pencher sur les questions principales, la Cour évacue rapidement des objections concernant sa compétence soulevées par l’amicus curiae. Le premier point touche la constitutionnalité de l'article 53 de la Loi sur la Cour suprême lui permettant de donner des avis consultatifs. À cet égard, la Cour tranche que « même si le fait de donner des avis consultatifs est très clairement une fonction accomplie en dehors du cadre des procédures contentieuses, et que l'exécutif obtient habituellement de tels avis des juristes de l'État, rien dans la Constitution n'empêche notre Cour de se voir attribuer le pouvoir d'exercer un tel rôle consultatif ».
L’amicus curiae soutient de plus que même si la Cour peut légalement émettre de tels avis, les questions qui lui sont soumises n'entrent pas dans le champ d'application des dispositions pertinentes de la Loi sur la Cour suprême et que, de toute façon, elles ne sont pas justiciables. Ces objections sont elles aussi rejetées, car la Cour juge que les questions posées se rapportent à des matières juridiques touchant l'exercice des pouvoirs des législatures canadiennes.

### La Constitution du Canada donne-t-elle au Québec le droit de faire sécession unilatéralement?
Pour répondre à cette question, la Cour énonce d'abord certains principes non-écrits animant la constitution canadienne. « Bien que ces principes sous-jacents ne soient pas expressément inclus dans la Constitution, en vertu d'une disposition écrite, sauf pour certains par une allusion indirecte dans le préambule de la Loi constitutionnelle de 1867, il serait impossible de concevoir notre structure constitutionnelle sans eux. Ces principes ont dicté des aspects majeurs de l'architecture même de la Constitution et en sont la force vitale. »
Les quatre principes auxquels il est fait référence sont : le fédéralisme, la démocratie, le constitutionnalisme et la primauté du droit, et le respect des minorités. Selon la Cour, « ces principes déterminants fonctionnent en symbiose. Aucun de ces principes ne peut être défini en faisant abstraction des autres, et aucun de ces principes ne peut empêcher ou exclure l'application d'aucun autre. » C'est par l'application de ces principes directeurs, issus d'une interprétation large de la constitution canadienne, que la Cour entend déterminer les droits constitutionnels du Québec si une majorité claire de sa population, en réponse à une question claire, devait voter en faveur de la sécession.
Selon la Cour, les appuis à l'existence d'un droit à la sécession du Québec sont fondés avant tout sur le principe de la démocratie, c'est-à-dire un référendum portant sur la souveraineté. Dans le cadre constitutionnel canadien, le principe de démocratie doit agir en harmonie avec les autres principes constitutionnels, notamment ceux évoqués précédemment. En conséquence, une sécession unilatérale du Québec fondée exclusivement sur le principe de démocratie ne serait pas constitutionnelle, car elle ne tiendrait pas compte de l'interaction de ces principes.
« Il est vrai, bien sûr, que la démocratie exprime la volonté souveraine du peuple.  Pourtant cette expression doit aussi être considérée dans le contexte des autres valeurs institutionnelles que nous estimons pertinentes dans ce renvoi. Les rapports entre démocratie et fédéralisme signifient par exemple que peuvent coexister des majorités différentes et également légitimes dans divers provinces et territoires ainsi qu'au niveau fédéral. [...] Un système politique doit aussi avoir une légitimité, ce qui exige, dans notre culture politique, une interaction de la primauté du droit et du principe démocratique.  Le système doit pouvoir refléter les aspirations de la population. Il y a plus encore. La légitimité de nos lois repose aussi sur un appel aux valeurs morales dont beaucoup sont enchâssées dans notre structure constitutionnelle. Ce serait une grave erreur d'assimiler la légitimité à la seule «volonté souveraine» ou à la seule règle de la majorité, à l'exclusion d'autres valeurs constitutionnelles. »
Cependant, une expression claire de la population du Québec en réponse à une question claire quant à la sécession conférerait à la province une légitimité que les autres membres de la fédération canadienne seraient obligés de reconnaître. Dans le cas contraire, cela reviendrait à nier l'un des principes de la constitution. 
« La tentative légitime, par un participant de la Confédération, de modifier la Constitution a pour corollaire l'obligation faite à toutes les parties de venir à la table des négociations.  Le rejet clairement exprimé par le peuple du Québec de l'ordre constitutionnel existant conférerait clairement légitimité aux revendications sécessionnistes, et imposerait aux autres provinces et au gouvernement fédéral l'obligation de prendre en considération et de respecter cette expression de la volonté démocratique en engageant des négociations et en les poursuivant en conformité avec les principes constitutionnels sous-jacents mentionnés précédemment. »
La sécession du Québec n'est donc pas légale, en droit canadien, si elle résulte d'un acte unilatéral de la province sans négociations conformes aux principes. En contrepartie, l'expression non ambiguë d'une majorité claire de Québécois de leur désir de ne plus faire partie du Canada emporte nécessairement l'obligation pour les autres membres de la fédération d'ouvrir des négociations. Ces négociations n'auraient pas de conclusion prédéterminée et traiteraient des intérêts et des droits de tous les Canadiens. « Les négociateurs devraient envisager la possibilité d'une sécession, sans qu'il y ait toutefois de droit absolu à la sécession ni certitude qu'il sera réellement possible de parvenir à un accord conciliant tous les droits et toutes les obligations en jeu. »
La Cour écarte finalement l'argument de l'effectivité, voulant qu'un État de facto ayant un contrôle effectif de son territoire et obtenant la reconnaissance internationale puisse entrer dans la légalité : « Si [...] cette proposition est présentée comme un énoncé de droit, elle revient tout simplement à soutenir que l'on peut violer la loi tant que la violation réussit. Une telle affirmation est contraire à la primauté du droit et doit donc être rejetée. »

### Le droit international donne-t-il au Québec le droit de faire sécession unilatéralement?
Le droit international n'offre pas expressément la possibilité à une partie constituante d'un État de faire sécession. Le droit à l'autodétermination des peuples, reconnu dans un très grand nombre de conventions internationales, peut toutefois mener dans certains cas à un droit à l'autodétermination externe, c'est-à-dire la sécession.
En effet, les peuples doivent d'abord exercer leur droit à l'autodétermination à l'intérieur de l'État parent. « Le principe de l'autodétermination en droit international a évolué dans le respect de l'intégrité territoriale des États existants. Les divers documents internationaux qui étayent l'existence du droit d'un peuple à l'autodétermination renferment également des déclarations au soutien du principe selon lequel l'exercice d'un tel droit doit être suffisamment limité pour prévenir les menaces contre l'intégrité territoriale d'un État existant ou la stabilité des relations entre États souverains. »
Un peuple ne bénéficie d'un droit à la sécession que dans les situations suivantes :
- Le peuple est dans une situation coloniale;
- Il est soumis à la subjugation, à la domination ou à l'exploitation étrangères en dehors du contexte colonial;
- Un groupe défini dans un État se voit refuser un accès réel au gouvernement pour assurer son développement politique, économique, social et culturel (cette discrimination institutionnelle demeure toutefois théorique).

La Cour juge que le Québec n'est pas dans une telle situation, et qu'il ne bénéfice donc pas du droit à la sécession selon le droit international. Sans se risquer à trancher si oui ou non les Québécois forment un peuple, jugeant la question inutile compte tenu des développements subséquents, la Cour en vient à la conclusion que, de toute façon, les Québécois sont en mesure d'exercer leur droit à l'autodétermination à l'intérieur du Canada :
{{On ne peut raisonnablement prétendre que la population du Québec se voit refuser l'accès au gouvernement.  Des Québécois occupent des postes très importants au sein du gouvernement du Canada.  Les résidents de cette province sont libres de leurs choix politiques et poursuivent librement leur développement économique, social et culturel à l'intérieur du Québec, dans l'ensemble du Canada et dans le monde entier.  La population du Québec est équitablement représentée dans les instances législatives, exécutives et judiciaires.}}
La Cour revient ici aussi sur l'argument de l'effectivité. Puisque la sécession n'est pas interdite en droit international, est-elle légale? La sécession d'un État n'est pas uniquement une question juridique, elle peut très bien résulter d'une réalité factuelle. À cet égard, la Cour s'intéresse principalement à la reconnaissance internationale, un critère à l'établissement d'un nouvel État, qu'elle considère comme étant désormais guidée par des balises juridiques. Or, « un nouvel État qui passe outre à ses obligations légitimes découlant de sa situation antérieure peut s'attendre à ce que le mépris de ces obligations lui nuise dans l'obtention de la reconnaissance internationale ». 
Quant aux autres aspects de la question de l'effectivité, la Cour s'en désiste :
« En tant que cour de justice, nous ne connaissons ultimement que des demandes fondées sur le droit.  Si le principe de l'«effectivité» repose sur la seule affirmation selon laquelle une [TRADUCTION] «révolution réussie engendre sa propre légalité» (S. A. de Smith, «Constitutional Lawyers in Revolutionary Situations» (1968), 7 West. Ont. L. Rev. 93, à la p. 96), cela signifie nécessairement que la légalité ne précède pas mais qu'elle suit une révolution réussie.  Par hypothèse, la révolution réussie s'est produite en dehors du cadre constitutionnel de l'État précédent, car autrement elle ne pourrait être qualifiée de «révolution».  Il se peut qu'un acte de sécession unilatérale par le Québec se voie éventuellement accorder un statut juridique par le Canada et par d'autres États, et qu'il entraîne, de ce fait, des conséquences juridiques. »

### Lequel, entre le droit international et le droit canadien, doit prévaloir?
En raison des réponses précédentes, la Cour juge sans objet cette question.

## Impacts politiques et juridiques
Ce jugement est rejeté par Lucien Bouchard, premier ministre du Québec. Il est également rejeté par Jean Charest, alors président du Parti conservateur du Canada. En revanche, le premier ministre du Canada, Jean Chrétien, annonce qu'il va déposer un projet de loi sur la clarté référendaire déterminant les conditions selon lesquelles le gouvernement fédéral accepterait de négocier une sécession du Québec. Ce projet, qui ne faisait pas l'unanimité du caucus, est vigoureusement dénoncé par Lucien Bouchard, qui lance une grande campagne publicitaire visant à susciter l'indignation des Québécois devant ce qui est présenté comme un outrage fait à la nation. Cette campagne est un échec.

## Interprétation de la CIJ
Le 22 juillet 2010, la Cour International de Justice (CIJ) a rendu un avis consultatif concernant la déclaration unilatérale d'indépendance du Kosovo, selon lequel la déclaration était conforme au droit international. Dans leur avis, les juges font référence au jugement de la Cour suprême du Canada, mais signalent que la question qui leur est posée est différente de celle qu'avait à examiner la Cour canadienne. « La Cour suprême du Canada était priée de dire s’il existait un droit de «procéder à la sécession», et si une règle du droit international conférait à l’un des organes mentionnés un droit positif à cet égard. En revanche, l’Assemblée générale a demandé si la déclaration d’indépendance était «conforme au droit international». Il s’agit donc de savoir si le droit international applicable interdisait ou non la déclaration d’indépendance ». 
Dans son avis, la Cour internationale précise que le Kosovo est un cas d'espèce et ne saurait avoir une portée générale relative au « droit à l’autodétermination ou à l’existence d’un droit de «sécession-remède» ».
Bien que les arguments de l'amicus curiae de Me André Jolicœur fondés sur le principe de l'effectivité ont été rejetés devant la Cour suprême comme n'ayant aucun statut constitutionnel en droit interne canadien, un argumentaire similaire fondé sur ce principe a en revanche été accepté en droit international par la CIJ dans l'affaire de l'indépendance du Kosovo. La différence entre les deux affaires est que le Québec n'avait pas réalisé son indépendance au moment du renvoi de la Cour suprême, mais revendiquait simplement le droit de la déclarer unilatéralement, tandis que le Kosovo avait pratiquement déjà réalisé son indépendance au moment de la décision de la CIJ.